# هوش جمعی
اطلاعات اشتراکی که با علامت اختصاری CI نشان داده می‌شود، دربرگیرنده ان دسته از اطلاعات است که در اثر تلاش‌های پیوسته و مکرر و رقابت افراد به‌دست می‌آید و در تصمیم‌گیری‌های جمعی خود را نشان می‌دهد. این اصطلاح در جامعه‌شناسی ،علوم سیاسی، پیکرشناسی و ارزشیابی‌های علمی هم طراز به چشم می‌خورد و ممکن است شامل اتفاق ارا، روابط کاری و اجتماعی افراد، رای‌گیری‌ها، رسانه‌های اجتماعی و دیگر ابزار ارزیابی فعالیت‌های گروهی باشد. در برابر اطلاعات اشتراکی که با علامت اختصاری IQ نشان داده می‌شود، معیاری برای سنجش اطلاعات اشتراکی است هرچندکه اغلب هردو این کلمات اختصاری به جای اطلاعات اشتراکی به کار می‌روند.
اطلاعات اشتراکی محصول مشترکی از عواملی نظیر:
1. اطلاعات علمی
2. نرم‌افزار –سخت افزارو
3. متخصصان برجسته‌ای که دارای دیدگاه‌های نوین و صاحب اختیار هستند

لذا می‌توان پی برد که با بهره‌وری از بازخورد به دست آمده در ارائه به‌موقع دانش، عملکرد بهتری نسبت به تک‌تک سه عامل گفته شده دارد. به بیات بهتر، این پدیده، بین انسان‌ها و روش‌های پردازش اطلاعات قرار دارد. نورمن لی جانسون به چنین تصوری از اطلاعات اشتراکی با کلمه هوش هم زیست‌گرایی (سیمبیوتیک) اشاره می‌کند. عبارتی که در جامعه‌شناسی، تجارت، علوم رایانه، ارتباطات جمعی، و همچنین داستان‌های علمی-تخیلی به کار می‌رود. پیر لوی در تعریف خود بیان می‌کند که اطلاعات اشتراکی در کل، جهان توزیع شده و دائم در حال ارتقاء است و با زمان هماهنگی دارد و در انسجام مهارت‌های دیگر مؤثر است. آنچه که من به عنوان یک خصوصیت اجتناب پذیر به این تعریف اضافه می‌کنم این است که مبنا و هدف اطلاعات اشتراکی یک تشخیص دوطرفه است و بیشتر به غنی‌سازی انفرادی دلالت دارد تا به ماهیت بخشیدن بدون منطق به جوامع. بنا به گفته پژوهشگرانی چون پیر لوی و دریک د کرچف، اطلاعات اشتراکی به قابلیت شبکه‌ای ای سی تی اس (فناوری ارتباطی اطلاعات) اشاره می‌کند تا طیف چندگانه‌ای از دانش اجتماعی را با استفاده از افزایش ارتباطات بشری به صورت همزمان ارتقاء دهد.
اطلاعات اشتراکی کاملاً بر انتقال دانش و قدرت از افراد به اجتماع دلالت دارد. بنا به گفته اریک اس ریموند (۱۹۹۸) و جی سی هرز (۲۰۰۵)، چنین منبع آزادی از هوش سرانجام به تولید دستاوردی علمی منجر می‌شود که در مرحله بالاتری از دانش خروجی از نرم‌افزارهای شرکت‌های خصوصی قرار خواهد گرفت. (فلو ۲۰۰۸). یکی از نظریه‌پردازهای رسانه ای به اسم هنری جنکینز اطلاعات اشتراکی را گزینه ای در برابر قدرت رسانه ای و همگرا با فرهنگ می‌داند. وی توجه خود را معطوف می‌کند به آموزش و پرورش وبه کاربردن روشهای یادگیری فرای سیستم مرسوم. هنری جنکینز مدارسی را که دانش اموزان را ترغیب به یادگیری و حل مسایل خودمختارانه می‌کند و با استفاده از اطلاعات اشتراکی در تحصیل عناد دارد را مورد انتقاد قرار می‌دهد. هم پیر اوی و هم هنری جنکینز بر این باورند که به دلیل ارتباط تنگاتنگ با فرهنگ دانش محور. اطلاعات اشتراکی برای تحقق دموکراسی مهم است و مشارکت نظرات جمعی را تقویت می‌کند؛ بنابراین دارای تقش به سزایی در فهم بیشتر جوامع گوناگون است.
همانند فاکتور(g) برای هوش عمومی انفرادی درک علمی اطلاعات اشتراکی به استخراج اطلاعات اشتراکی کلی فاکتور(C) کمک می‌کند تا گروه‌ها توانشان را برای اجرای دامنه وسیعی از فعالیت‌ها نشان دهند. روشهای تعریفی، عملگرایانه و اماری مشتق از (g) هستند. به همان صورت (g) با مفهوم (IQ) مرتبط است. اندازه‌گیری اطلاعات اشتراکی به این صورت را می‌توان به آی کیو(IQ) تعبیر کرد هرچند که این مقدار به خودی خود خارج قسمت این معادله ناست.